# Церква Святого Воскресіння Христового (Милівці)
Церква Святого Воскресіння Христового в Милівцях — парафія і храм греко-католицької громади Улашківського деканату Бучацької єпархії Української греко-католицької церкви в селі Милівці Чортківського району Тернопільської области.

## Історія
Парафіяльна громада в Милівцях діяла ще з 1530 року і до 1948 року належала до УГКЦ. У 1906–1910 роках був збудований новий храм, який освятили у 1910 році.
З 1948 по 1991 рік парафія і храм перебували в підпорядкуванні РПЦ. 25 грудня 1961 року комуністична влада закрила храм, але він був знову відкритий у 1988 році як частина РПЦ.
У 1991 році громада села конфесійно розділилася на греко-католиків та православних. Остання група, трансформувавшись з РПЦ в УАПЦ (тепер підпорядкована ПЦУ), становила більшість і захопила храм.
З 1990 по 1996 рік греко-католики відвідували богослужіння у церкві Різдва Пресвятої Діви Марії при монастирі отців Василіян. 24 червня 1991 року частина громади повернулася в лоно УГКЦ. У 1999 році греко-католики збудували власну богослужбову каплицю.
У 2012 році була освячена оновлена дзвіниця.
До парафії села Милівці історично належала так звана «Юридика» — частина Улашківського монастиря отців Василіян, що зберігала мощі та чудотворні ікони храму Різдва Пресвятої Богородиці Діви Марії.
При парафії діють такі спільноти:
- Братство «Апостольство молитви».
- Спільнота «Матері в молитві».
- Вівтарна дружина.

## Парохи
- о. Іскрицький (1530);
- о. Іван Модрицький, ЧСВВ (1903);
- о. Макарій Каровець, ЧСВВ (1904);
- о. Євстахій Турковид, ЧСВВ (1912);
- о. Петро Савицький, ЧСВВ (1935);
- о. Дем'ян Кавалюк, ЧСВВ (1933);
- о. Вареничка, Іриней Вігоринський, Галабарда, Жарський, Когутяк, Кисіль, Балик, Титла, Розгін, Фідик, Когут, Сильвестр Журавецький, Мар'ян Лютак (1944—1948);
- о. Соболевський (1948—1958);
- о. Володимир Ружицький (1958—1961);
- о. Ярослав Матвіїв (1961 — три тижні);
- о. Михайло Карпець (1988);
- о. Йосип Смішко (1989—1991);
- о. Теодозій Крецул, ЧСВВ (1996—1999);
- о. Мирон Семків, ЧСВВ (1999—2000);
- о. Петро Майка (2000—2002);
- о. Роман Шелепко (2002—2003);
- о. Дмитро Шувар (2003—2005);
- о. Микола Хом'як (2005—2012);
- о. Дмитро Ненчин;
- о. Михайло Ковальчук — адміністратор від 2013.